# Албрехт V (Анхалт)
Вижте пояснителната страница за други личности с името Албрехт V.
Албрехт V (на немски: Albrecht V, † ок. 1469) от род Аскани е княз на Анхалт-Цербст от 1405 до 1413 г. и от 1405 до 1469 г. княз на Анхалт-Десау.
Той е петият син на Зигисмунд I (1341 – 1405), княз на Анхалт-Десау, и Юта фон Кверфурт († сл. 1411), дъщеря на граф Гебхард фон Кверфурт.
След смъртта на баща му през 1405 г. той го последва в управлението заедно с братята си Валдемар IV († 1417), Георг I († 1474) и Зигисмунд II († 1452).
Албрехт е последван след смъртта му от брат му Георг I.

## Фамилия
Албрехт V се жени за София фон Хадмерслебен († сл. 1440), вдовица на княз Валдемар V фон Анхалт-Кьотен († 1436), дъщеря на Конрад фон Хадмерслебен, господар на Егелн († 1416) и Елизабет фон Кверфурт († 1452). Те имат две дъщери:
- Магдалена († сл. 1481), монахиня в Гандерсхайм (1481)
- Маргарета († ок. 1466).